# 경기도의 기념물 (제101호 ~ 제200호)
경기도 기념물은 시도기념물 중에서 경기도 내에 있는 문화재를 의미한다.

## 지정 목록

### 제101호 ~ 제200호
| 번호  | 사진 | 명칭                                                            | 소재지                                     | 관리자 (단체)                    | 지정일                                                                  | 참조 |
| 101호 |      | 고송정지(탄옹고지) (枯松亭址(炭翁古址))                         | 경기 안산시 화정동 산58                    | 김형봉                           | 1987년 2월 12일 지정                                                    |      |
| 102호 |      | 충목단 (忠穆壇)                                                 | 경기 포천시 소흘읍 무봉리 27               | 포천시유림                       | 1987년 2월 12일 지정                                                    |      |
| 103호 |      | 조남리지석묘 (鳥南里支石墓)                                     | 경기 시흥시 조남동 480-6, 8                | 시흥시                           | 1988년 3월 21일 지정                                                    |      |
| 104호 |      | 오윤겸선생묘 (吳允謙先生墓)                                     | 경기 용인시 처인구 모현읍 오산리 산5       | 해주오씨추탄공파종중             | 1987년 2월 12일 지정                                                    |      |
| 105호 |      | 김균선생묘 (金균先生墓)                                         | 경기 광주시 오포면 능평리 산89-1           | 경주김씨계림공파종중             | 1987년 2월 12일 지정                                                    |      |
| 106호 |      | 윤곤선생묘 (尹坤先生墓)                                         | 경기 파주시 파주읍 연풍리 산81-1           | 파평윤씨종친회                   | 1987년 2월 12일 지정                                                    |      |
| 107호 |      | 천제암(궁)지 (天祭菴(宮)址)                                     | 경기 경기전역 강화군 화도면 문산리         | 강화군                           | 1987년 2월 12일 지정, 1995년 3월 1일 해제, 인천 기념물 제24호로 재지정  |      |
| 108호 |      | 갑곶나루선착장석축로 (甲串나루船着場石築路)                     | 경기 김포시 월곶면 성동리 271-22           | 김포시                           | 1988년 3월 21일 지정                                                    |      |
| 109호 |      | 수원 고색동 고분 (水原 古索洞 古墳)                             | 경기 수원시 고색동 148                     | 수원시                           | 1988년 12월 2일 지정, 1990년 9월 7일 해제                               |      |
| 110호 |      | 박진장군묘 (朴晋將軍墓)                                         | 경기 연천군 백학면 두일리 산149-4외        | 밀양박씨종중                     | 1987년 2월 12일 지정                                                    |      |
| 111호 |      | 망월사지 (望月寺址)                                             | 경기 광주시 남한산성면 산성리 14           | 망월사                           | 1987년 2월 12일 지정                                                    |      |
| 112호 |      | 오산금암리지석묘군 (烏山錦岩里支石墓群)                         | 경기 오산시 금암동 산53                    | 오산시                           | 1987년 2월 12일 지정                                                    |      |
| 113호 |      | 강화가락허씨중공묘 (江華駕洛許氏中公墓)                         | 경기 경기전역 강화군 불은면 두운리 297     | 김해허씨시중공파중앙회           | 1987년 2월 12일 지정, 1995년 3월 1일 해제, 인천 기념물 제26호로 재지정  |      |
| 114호 |      | 이맹현선생묘 (李孟賢先生墓)                                     | 경기 남양주시 와부읍 도곡리 산45-1         | 재령이씨종중                     | 1987년 2월 12일 지정                                                    |      |
| 115호 |      | 정난종선생묘및신도비외묘역일원 (鄭蘭宗先生墓및神道碑外墓域一圓) | 경기 군포시 속달동 산3                     | 동래정씨종친회                   | 1989년 6월 1일 지정                                                     |      |
| 116호 |      | 한산이씨묘역 (韓山李氏墓域)                                     | 경기 성남시 분당구 수내동 산1-2            | 한산이씨종친회                   | 1989년 12월 29일 지정                                                   |      |
| 117호 |      | 전주이씨서원군파묘역 (全州李氏瑞原君派墓域)                     | 경기 안성시 보개면 북좌리                  | 전주이씨서원군파종친회           | 1989년 12월 29일 지정                                                   |      |
| 118호 |      | 전주이씨태안군파묘역 (全州李氏泰安君派墓域)                     | 경기 성남시 분당구 정자동 산11-1           | 전주이씨태안군파종친회           | 1989년 12월 29일 지정                                                   |      |
| 119호 |      | 개원사지 (開元寺址)                                             | 경기 광주시 중부면 산성리 198-1,2,5        | 개원사                           | 1989년 12월 29일 지정                                                   |      |
| 120호 |      | 이준선생묘 (李準先生墓)                                         | 경기 양주시 남면 신산리 1-1                | 이기주                           | 1989년 12월 29일 지정                                                   |      |
| 121호 |      | 이기조선생묘 (李基祚先生墓)                                     | 경기 군포시 산본동 산1152-11               | 한산이씨총대종회                 | 1990년 4월 30일 지정                                                    |      |
| 122호 |      | 전주이씨안양군묘 (全州李氏安陽君墓)                             | 경기 군포시 산본동 산27                    | 전주이씨안양군파종친회           | 1990년 4월 30일 지정                                                    |      |
| 123호 |      | 양평 함왕성지 (楊平 咸王城址)                                   | 경기 양평군 옥천면 용천리 산27             | 양평군                           | 1990년 9월 6일 지정, 2018년 5월 9일 명칭 변경                           |      |
| 124호 |      | 안양시비산동도요지 (安養市飛山洞陶窯址)                         | 경기 안양시 동안구 비산동 산3-1            | 안양시                           | 1991년 4월 12일 지정                                                    |      |
| 125호 |      | 팔달산지석묘군 (八達山支石墓群)                                 | 경기 수원시 권선구 교동 산3-1              | 수원시                           | 1991년 10월 12일 지정                                                   |      |
| 126호 |      | 석수동석실분 (石水洞石室墳)                                     | 경기 안양시 만안구 석수1동 산236-9         | 안양시                           | 1991년 4월 12일 지정                                                    |      |
| 127호 |      | 안산읍성및관아지 (安山邑城및官衙址)                             | 경기 안산시 수암동                         | 안산시                           | 1991년 10월 19일 지정                                                   |      |
| 128호 |      | 허준묘 (許浚墓)                                                 | 경기 파주시 진동면 하포리 산129            | 허준기념사업회                   | 1992년 6월 5일 지정                                                     |      |
| 129호 |      | 파주다율리.당하리지석묘군 (坡州多栗里.堂下里支石墓群)           | 경기 파주시 교하면 다율리, 당하리          | 파주시                           | 1992년 6월 5일 지정                                                     |      |
| 130호 |      | 인평대군묘및신도비 (麟坪大君墓및神道碑)                         | 경기 포천시 신북면 신평리 산46-1           | 전주이씨인평대군파종중           | 1992년 6월 5일 지정                                                     |      |
| 131호 |      | 김만기묘역 (金萬基墓域)                                         | 경기 군포시 대야미동 산158-3,4,5           | 광산김씨광성부원군파종회         | 1992년 6월 5일 지정                                                     |      |
| 132호 |      | 여주 석우리 선돌 (驪州 石隅里 선돌)                             | 경기 여주군 북내면 석우리 253              | 여주군                           | 1992년 12월 31일 지정, 2018년 5월 9일 명칭 변경                         |      |
| 133호 |      | 여주 처리 선돌 (驪州 處里 선돌)                                 | 경기 여주시 점동면 처리 산88-6             | 여주군                           | 1992년 12월 31일 지정, 2018년 5월 9일 명칭 변경                         |      |
| 134호 |      | 신익희생가 (申翼熙生家)                                         | 경기 광주시 초월면 서하리                  | 신창현                           | 1992년 12월 31일 지정                                                   |      |
| 135호 |      | 안재홍생가 (安在鴻生家)                                         | 경기 평택시 고덕면 두릉리 646              | 박갑인                           | 1992년 12월 31일 지정                                                   |      |
| 136호 |      | 북한산중흥사지 (北漢山重興寺址)                                 | 경기 고양시 덕양구 북한동 259              | 중흥사                           | 1992년 12월 31일 지정                                                   |      |
| 137호 |      | 심지원묘및신도비 (沈之源墓및神道碑)                             | 경기 파주시 광탄면 분수리 산5-1            | 청송심씨대종회                   | 1992년 12월 31일 지정                                                   |      |
| 138호 |      | 망이산성 (望夷山城)                                             | 경기 이천시 율면 산양리                    | 안성시,이천시                    | 1993년 6월 3일 지정                                                     |      |
| 139호 |      | 정연묘역 (鄭淵墓域)                                             | 경기 파주시 탄현면 법흥리 산148            | 영일정씨종중                     | 1993년 6월 3일 지정                                                     |      |
| 140호 |      | 포천영송리선사유적 (抱川永松里先史遺蹟)                         | 경기 포천시 영중면 영송리 158-2외 30필지   | 포천시                           | 1994년 7월 2일 지정                                                     |      |
| 141호 |      | 강화인산리석실분 (江華仁山里石室墳)                             | 경기 경기전역 강화군 양도면 인산리(혈구산) | 강화군                           | 1993년 6월 3일 지정, 1995년 3월 1일 해제, 인천 기념물 제27호로 재지정   |      |
| 142호 |      | 강화능내리석실분 (江華陵內里石室墳)                             | 경기 경기전역 강화군 양도면 능내리         | 강화군                           | 1993년 6월 3일 지정, 1995년 3월 1일 해제, 인천 기념물 제28호로 재지정   |      |
| 143호 |      | 양주대모산성 (楊州大母山城)                                     | 경기 양주시 백석읍 방성리 789번지 일원     | 양주시                           | 1993년 10월 30일 지정                                                   |      |
| 144호 |      | 김덕함묘및신도비 (金德함墓및神道碑)                             | 경기 파주시 적성면 무건리 산1              | 상산김씨충정공파종회             | 1993년 10월 30일 지정                                                   |      |
| 145호 |      | 신흠묘역및신도비 (申欽墓域및神道碑)                             | 경기 광주시 퇴촌면 영동리 산12-1           | 신동선                           | 1994년 4월 20일 지정                                                    |      |
| 146호 |      | 연천삼곶리돌무지무덤 (漣川三串里돌무지무덤)                     | 경기 연천군 중면 삼곶리 421                | 연천군                           | 1994년 4월 20일 지정                                                    |      |
| 147호 |      | 오산시궐리사 (烏山市闕里祠)                                     | 경기 오산시 궐1동 147                      | 궐리사                           | 1994년 4월 20일 지정                                                    |      |
| 148호 |      | 이건창묘 (李建昌墓)                                             | 경기 경기전역 강화군 양도면 건평리 665-2   | .                                | 1994년 10월 29일 지정, 1995년 3월 1일 해제, 인천 기념물 제29호로 재지정 |      |
| 149호 |      | 이건창생가 (李建昌生家)                                         | 경기 경기전역 강화군 화도면 사기리         | .                                | 1994년 10월 29일 지정, 1995년 3월 1일 해제, 인천 기념물 제30호로 재지정 |      |
| 150호 |      | 강화대산리고인돌 (江華大山里고인돌)                             | 경기 경기전역 강화군 강화읍 대산리         | .                                | 1994년 10월 29일 지정, 1995년 3월 1일 해제, 인천 기념물 제31호로 재지정 |      |
| 151호 |      | 강화부근리점골고인돌 (江華富近里점골고인돌)                     | 경기 경기전역 강화군 하점면 부근리         | .                                | 1994년 10월 29일 지정, 1995년 3월 1일 해제, 인천 기념물 제32호로 재지정 |      |
| 152호 |      | 김포대곡리고인돌군 (金浦大谷里고인돌群)                         | 경기 김포시 검단면 대곡리 123-1            | .                                | 1994년 12월 24일 지정, 1995년 3월 1일 해제, 인천 기념물 제33호로 재지정 |      |
| 153호 |      | 화성남양리신빈김씨묘역 (華城南陽里愼嬪金氏墓域)                 | 경기 화성시 남양동 산 131-17               | 전주이씨육군파대종회             | 1994년 12월 24일 지정                                                   |      |
| 154호 |      | 양평신복리강맹경묘역 (楊平新福里姜孟卿墓域)                     | 경기 양평군 옥천면 신복리 산301            | .                                | 1994년 12월 24일 지정                                                   |      |
| 155호 |      | 여주흔암리선사유적 (驪州欣岩里先史遺蹟)                         | 경기 여주군 점동면 흔암리 산2-1            | 여주군                           | 1995년 8월 7일 지정                                                     |      |
| 156호 |      | 이천설봉산성 (利川雪峰山城)                                     | 경기 이천시 중리동 사음리 산24             | 이천시                           | 1995년 8월 7일 지정, 2000년 9월 16일 해제, 사적 제423호로 승격          |      |
| 157호 |      | 한응인묘역 (韓應寅墓域)                                         | 경기 안산시 사사동 산86-6                  | 청주한씨문중                     | 1995년 8월 7일 지정                                                     |      |
| 158호 |      | 연천학곡리고인돌 (漣川鶴谷里고인돌)                             | 경기 연천군 백학면 학곡리 273-3            | 연천군                           | 1996년 1월 18일 지정                                                    |      |
| 159호 |      | 김포수안산성 (金浦守安山城)                                     | 경기 김포시 대곶면 율생리 산117번지외      | 김포시                           | 1996년 1월 18일 지정                                                    |      |
| 160호 |      | 북한산성행궁지 (北漢山城幸宮址)                                 | 경기 고양시 덕양구 북한동 169              | 고양시                           | 1996년 7월 23일 지정, 2007년 6월 8일 해제, 사적 제479호로 승격          |      |
| 161호 |      | 만년제 (滿年堤)                                                 | 경기 화성시 기안말길35번길 26 등 48필지    | 화성시                           | 1996년 7월 23일 지정                                                    |      |
| 162호 |      | 자유의다리 (自由의다리)                                         | 경기 파주시 문산읍 마정리 509-1            | 파주시                           | 1996년 12월 24일 지정                                                   |      |
| 163호 |      | 청주한씨문익공파묘역 (淸州韓氏文翼公派墓域)                     | 경기 시흥시 거모동 산 62-4                 | 청주한씨문익공파종중             | 1997년 5월 16일 지정                                                    |      |
| 164호 |      | 남한산성행궁지 (南漢山城行宮地)                                 | 경기 광주시 중부면 산성리 928              | 최연희                           | 1997년 5월 27일 지정, 2007년 6월 8일 해제, 사적 제480호로 승격          |      |
| 165호 |      | 구암한백겸묘및신도비 (久菴韓百謙墓및神道碑)                     | 경기 여주군 강천면 부평리 산1              | 청주한씨정선공파종친회           | 1998년 4월 13일 지정                                                    |      |
| 166호 |      | 의안대군방석묘역 (宜安大君芳碩墓域)                             | 경기 광주시 중부면 엄미리 152              | 전주이씨의안대군파종중           | 1998년 4월 13일 지정                                                    |      |
| 167호 |      | 양주관아지 (楊洲官衙址)                                         | 경기 양주시 유양동                         | 양주시                           | 1999년 4월 23일 지정                                                    |      |
| 168호 |      | 화성홍법리남양홍씨묘역 (華城弘法里南陽洪氏墓域)                 | 경기 화성시 서신면 홍법사길12번길 34 일원  | 남양홍씨 종친회                  | 1999년 4월 23일 지정                                                    |      |
| 169호 |      | 문정공조광조묘및신도비 (文貞公趙光祖墓및神道碑)                 | 경기 용인시 수지구 상현동 산55-1           | 한양조씨 종중                    | 1999년 10월 18일 지정                                                   |      |
| 170호 |      | 충렬공박원종묘역 (忠烈公朴元宗墓域)                             | 경기 남양주시 와부읍 도곡1리 산31          | 순천박씨충렬공파종중             | 2000년 3월 24일 지정                                                    |      |
| 171호 |      | 저헌이석형묘및신도비 (樗軒李石亨墓및神道碑)                     | 경기 용인시 처인구 모현읍 능원리 산3번지   | 연안이씨 저헌공파 종중           | 2000년 6월 12일 지정                                                    |      |
| 172호 |      | 음애이자묘역 (陰崖李耔墓域)                                     | 경기 용인시 기흥구 지곡동 산11-17번지      | 한산이씨 음애공파 종중           | 2000년 6월 12일 지정                                                    |      |
| 173호 |      | 춘곡정탁묘역 (春谷鄭擢墓域)                                     | 경기 파주시 월롱면 덕은리 산15번지         | 청주정씨춘곡파종친회             | 2000년 6월 12일 지정                                                    |      |
| 174호 |      | 호로고루지 (瓠蘆古壘址)                                         | 경기 연천군 장남면 원당리 1259번지외 9필지 | 연천군                           | 2000년 6월 12일 지정, 2006년 1월 2일 해제, 사적 제467호로 승격          |      |
| 175호 |      | 아담스기념관 (아담스記念館)                                     | 경기 수원시 팔달구 매향동 110번지          | 재단법인삼일학원                 | 2001년 1월 22일 지정                                                    |      |
| 176호 |      | 하우현성당사제관 (下牛峴聖堂司祭館)                             | 경기 의왕시 원터아랫길 81-6(청계동)        | 천주교수원교구                   | 2001년 1월 16일 지정                                                    |      |
| 177호 |      | 청풍김씨문의공파묘역 (淸風金氏文毅公派墓域)                     | 경기 남양주시 삼패동 산29-1 일원           | 청풍김씨문의공파                 | 2001년 9월 17일 지정                                                    |      |
| 178호 |      | 송석최명창묘역 (송석최명창묘역)                                 | 경기 양주시 덕계동 산64                    | 개성최씨참판공파종친회           | 2002년 4월 8일 지정                                                     |      |
| 179호 |      | 천림산봉수지 (天臨山烽燧址)                                     | 경기 성남시 수정구 금토동 산35외           | 성남시                           | 2002년 9월 16일 지정                                                    |      |
| 180호 |      | 여주매룡리고분군 (驪州梅龍里古墳群)                             | 경기 여주군 여주읍 매룡리 산1-1            | 여주군                           | 2002년 9월 16일 지정                                                    |      |
| 181호 |      | 혜음원지 (惠陰院址)                                             | 경기 파주시 광탄면 용미4리 234-1외         | 파주시                           | 2002년 9월 16일 지정, 2005년 6월 13일 해제, 사적 제464호로 승격         |      |
| 182호 |      | 파평윤씨정정공파묘역 (坡平尹氏貞靖公派墓域)                     | 경기 파주시 교하면 당하리 산4-20외         | 파평윤씨정정공파교하종중         | 2002년 9월 16일 지정                                                    |      |
| 183호 |      | 파평교하물푸레나무 (坡平交河물푸레나무)                         | 경기 파주시 교하면 다율리 산122-4외        | 한국토지공사                     | 2002년 9월 16일 지정                                                    |      |
| 184호 |      | 미수허목묘역 (眉수許穆墓域)                                     | 경기 연천군 왕징면 강서리 산90-3           | 양천허씨미수공파은거당종중       | 2002년 9월 16일 지정                                                    |      |
| 185호 |      | 포천고모리산성 (抱川古毛里山城)                                 | 경기 포천시 소흘읍 고모리 산64외           | 포천시                           | 2002년 9월 16일 지정                                                    |      |
| 186호 |      | 취몽헌오태주묘역 (醉夢軒吳泰周墓域)                             | 경기 안산시 사사동 산48                    | 오세명외4인                      | 2003년 4월 21일 지정                                                    |      |
| 187호 |      | 유항한수묘역 (柳巷韓脩墓域)                                     | 경기 파주시 진동면 서곡리 산87             | 청주한씨평간공봉찬회             | 2003년 4월 21일 지정                                                    |      |
| 188호 |      | 광주삼리구석기유적 (廣州三里舊石器遺蹟)                         | 경기 광주시 실촌면 삼리11외4필지           | 광주시                           | 2003년 4월 21일 지정                                                    |      |
| 189호 |      | 안성봉업사지 (安城奉業寺址)                                     | 경기 안성시 죽산면 죽산리 145외 41필지     | 안성시                           | 2003년 4월 21일 지정                                                    |      |
| 190호 |      | 과천관악사지 (果川冠岳寺址)                                     | 경기 과천시 중앙동 산12-9                  | 연주암                           | 2003년 4월 21일 지정                                                    |      |
| 191호 |      | 과천육봉일명사지 (과천육봉일명사지)                             | 경기 과천시 중앙동 산11                    | 과천시                           | 2003년 4월 21일 지정                                                    |      |
| 192호 |      | 연천당포성 (漣川堂浦城)                                         | 경기 연천군 미사면 동이리 780 외 7필지     | 강수웅 외 5인 (연천군)           | 2003년 4월 21일 지정, 2006년 1월 2일 해제, 사적 제468호로 승격          |      |
| 193호 |      | 고양독산봉수대지 (高陽禿山烽燧臺址)                             | 경기 고양시                                | 고양시                           | 2003년 9월 4일 지정                                                     |      |
| 194호 |      | 안산대부광산퇴적암층 (安山大阜鑛山堆積巖層)                     | 경기 안산시 대부동, 선감동147-1            | 문낙빈외 2인                     | 2003년 9월 4일 지정                                                     |      |
| 195호 |      | 고양멱절산유적 (高陽멱절山遺蹟)                                 | 경기 고양시                                | 고양시                           | 2004년 5월 17일 지정                                                    |      |
| 196호 |      | 파주월롱산성지 (坡州月籠山城址)                                 | 경기 파주시 월롱면 덕은리 138              | 파주시                           | 2004년 5월 17일 지정                                                    |      |
| 197호 |      | 연천은대리성지 (漣川隱垈里城址)                                 | 경기 연천군 전곡읍 은대리 582-14 외 63필지 | 연천군 외 (연천군수)             | 2004년 5월 17일 지정, 2006년 1월 2일 해제, 사적 제469호로 승격          |      |
| 198호 |      | 여주상교리고려석실묘 (驪州上橋里高麗石室墓)                     | 경기 여주군 북내면 상교리 산46-1           | 파평윤씨태위공파서령공현행파종중 | 2004년 5월 17일 지정                                                    |      |
| 199호 |      | 민진장묘역 (閔鎭長墓域)                                         | 경기 여주군 점동면 부구리 산8-4            | 여흥민씨종중                     | 2006년 5월 17일 지정                                                    |      |
| 200호 |      | 수원축만제 (水原祝萬提)                                         | 경기 수원시 팔달구 화서동 436-1            | 수원시                           | 2005년 10월 17일 지정                                                   |      |